# 도시와 그 불확실한 벽
《도시와 그 불확실한 벽》(일본어: 街とその不確かな壁)은 무라카미 하루키의 2023년작 소설로, 작가의 15번째 장편이다.

## 등장인물
- 나(僕)

17세의 남고생.
- 너(君)

16세의 여고생.
- 소에다 씨(添田さん)
- 고야스 다쓰야(子易辰也)
- 고야스 간리(子易観理)
- 고야스 신(子易森)
- 옐로 서브머린 소년(イエロー・サブマリンの少年)

## 한국어 번역본 정보
- 《도시와 그 불확실한 벽》(홍은주 옮김, 문학동네 펴냄, 2023년 9월 출간, ISBN 9788954699075)